# 万扎戈
万扎戈（義大利語：Vanzago），是意大利米兰省的一个市镇。总面积6平方公里，人口8700人，人口密度1450.0人/平方公里（2009年）。国家统计（ISTAT）代码为015229。